# Porúbka (Žilina)
Porúbka es un municipio del distrito de Žilina en la región de Žilina, Eslovaquia, con una población estimada a final del año 2024 de 519 habitantes.
Se encuentra ubicado al oeste de la región, cerca del curso alto del río Váh (cuenca hidrográfica del Danubio) y de la frontera con la región de Trenčín.

## Demografía
| Año        | 1994 | 2004    | 2014    | 2024     |
| ---------- | ---- | ------- | ------- | -------- |
| Población  | 446  | 455     | 466     | 519      |
| Diferencia |      | +2,01 % | +2,41 % | +11,37 % |

| Año        | 2023 | 2024    |
| ---------- | ---- | ------- |
| Población  | 529  | 519     |
| Diferencia |      | −1,89 % |